# Mallonia australis
Mallonia australis là một loài bọ cánh cứng trong họ Cerambycidae.